# Проценко В'ячеслав В'ячеславович
В'ячеслав В'ячеславович Проценко (нар. 26 жовтня 1974) — російський та український футболіст, захисник, працює в тренерському штабі кіровського «Динамо».

## Життєпис
Футболом розпочав займатися в новокахоській ДЮСШ. Згодом перейшов до групи підготивки харківського «Металіста», де тренувався під керівництвом В. Д. Бовта. Дебютував на професіональному рівні в 1992 році в третій лізі України за фарм-клуб «Металіста» — харківський «Олімпік».
У 1993 році, після закінчення контракту з «Металістом», перейшов у клуб російської Вищої ліги «Жемчужина» (Сочі), де провів три сезони. У 1993 та 1994 роках зіграв у 2-х товариських матчах (1 гол) за молодіжну збірну Росії. Надалі виступав за чайковську «Енергію» та красноярський «Металург».
З 2006 по 2014 рік виступав за кіровське «Динамо». З 2015 року працював тренером та головним тренером у вище вказаному клубі.